# Хадісе
Хадісе Ачікґез (тур. Hadise Açıkgöz; 22 жовтня 1985) — турецька співачка лезгінсько-кумицького походження. Працює в стилі R&B. В основному відома як Hadise.
Проживає в Стамбулі.
Випустила два альбоми: Sweat (2005) та Hadise (2008). Найбільшу популярність їй принесли сингли: Stir me up, My body, Deli oglan, Askkolik. Хадісе представляла Туреччину на пісенному конкурсі Євробачення 2009 в Москві з піснею Dum Tek Tek, де зайняла 4-е місце.
Володарка музичних нагород — Altın Kelebek Ödül Töreni в номінації «Найкраща нова співачка», а також TMF Awards в 2006 і 2007 роках за альбом Sweat і сингл A Good Kiss.

## Біографія
Хадісе Ачікґез народилася 22 жовтня 1985 року в місті Мол в родині лезгинів, які емігрували до Бельгії з турецького міста Сівас.
У дитинстві, крім її захоплення кінним спортом, вона почала брати уроки в музичній школі. Незважаючи на те, що Хадісе з раннього віку хотіла бути співачкою, професійно займатися музикою вона почала тільки в 17 років.
В 1 листопада 2004 року вийшов дебютний сингл Sweat , який досяг 19 позиції в чарті Ultratop 50. Спочатку Хадісе випустила сингли Stir me up (6 травня 2005 року) — отримав популярність в Бельгії та Туреччині — і Milk Chocolate Girl (9 вересня 2005 року), який досяг 13 місця в чарті Ultratop 50. На пісню Stir me up був знятий перший кліп.
Через рік після релізу першого синглу, 3 листопада 2005 року, Хадісе випустила дебютний альбом Sweat.
У квітні 2006 року турецький канал запропонував Хадісе місце провідної в турецькому шоу «Popstar Türkiye».
У 2009 році представляла Туреччину на пісенному конкурсі Євробачення 2009, що відбулося у Москві. У підсумку Хадісе зайняла 4-е місце.
З 2011 року є членом журі у співочому талант-шоу O Ses Türkiye.

## Дискографія
- Sweat (2005)
- Hadise (2008)
- Düşman feat. Serdar Ortaç (2008)
- Düm Tek Tek (2009)
- Fast Life (2009)
- Kahraman (2009)
- Dirty On The Dancefloor feat. Gary Nesta Pine (2010)
- Aşk Kaç Beden Giyer? (2011)
- Biz Burdayız (2012)
- Visal (2013)
- Tavsiye (2014)
- Şampiyon (2017)
- Sıfır Tolerans (2018)
- Geliyorum Yanına (2019)